# Culture de l'Ukraine
 (janvier 2012).
Si vous disposez d'ouvrages ou d'articles de référence ou si vous connaissez des sites web de qualité traitant du thème abordé ici, merci de compléter l'article en donnant les références utiles à sa vérifiabilité et en les liant à la section « Notes et références ».

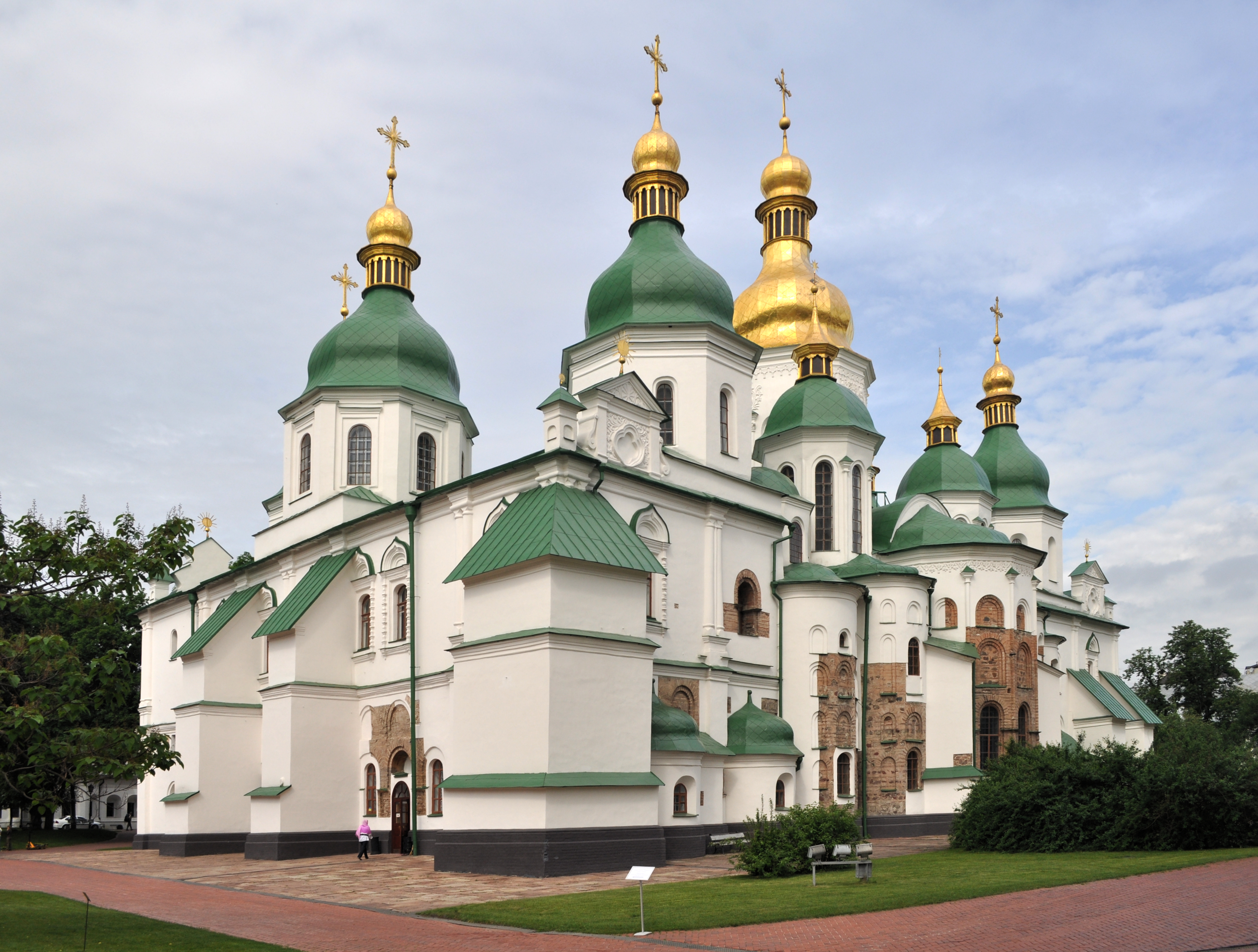
Cathédrale Sainte-Sophie de Kiev.

La culture ukrainienne est une composition de valeurs matérielles et spirituelles des Ukrainiens qui s'est formée tout au long de son histoire. Indépendant par intermittence, le pays et son peuple ont développé une culture propre, de nombreux écrivains ont contribué à l'histoire littéraire du pays, tels qu'Ivan Kotliarevsky, Taras Chevtchenko et Ivan Franko. La culture ukrainienne a connu une résurgence significative depuis l'indépendance en 1991.
La culture ukrainienne moderne est issue de l'ancien État de la Rus' de Kiev et de la Principauté de Galicie-Volhynie, que les Ukrainiens considèrent comme leurs ancêtres historiques.
L'art populaire paysan traditionnel, la broderie et l'architecture vernaculaire sont essentiels à la culture ukrainienne, dont les éléments ont souvent été déterminés par les ressources disponibles à l'époque. La forte tradition d'art populaire et de broderie du pays se poursuit encore aujourd'hui, la broderie ukrainienne étant souvent considérée comme une forme d'art à part entière.
Les coutumes ukrainiennes sont fortement influencées par l'Église orthodoxe et les traditions issues de la mythologie slave. La culture ukrainienne a dû surmonter de nombreux obstacles pour survivre et conserver son originalité, car les puissances et empires étrangers qui ont dominé le pays et son peuple dans le passé ont souvent mis en œuvre des politiques visant à assimiler la population ukrainienne dans leur propre population, ainsi qu'à essayer d'éradiquer et de purger des éléments de la culture. Par exemple, la politique de russification a posé des obstacles importants au développement de la culture.

## Langues
De nombreux chercheurs étrangers du dix-neuvième siècle, surtout ceux originaires de pays alliés à la Russie, se fient à la position officielle du gouvernement tsariste. C'est ainsi que l’Encyclopædia Britannica 1911 définissait l'ukrainien comme un dialecte « petit russe » de la langue russe. Toutefois, vers la fin du régime tsariste, l'Académie des sciences impériale admet que l'ukrainien est bel et bien une langue indépendante. Le nombre de locuteurs de l'ukrainien était estimé à 41 millions en 2007. En 1917, l'ukrainien est déclaré langue officielle de la République populaire ukrainienne. Après l'échec des efforts indépendantistes, l'ukrainien et le russe deviennent les deux langues officielles de la République socialiste soviétique d'Ukraine.
Le russe domine à l'est du pays, dans le sud de l’oblast d'Odessa, et le pays compte 17 % de russophones usuels. En août 2012, le gouvernement de Viktor Ianoukovitch fait adopter une nouvelle loi linguistique, qui permet, pour une région donnée, à une langue parlée couramment par au moins 10 % de ses habitants, d'avoir le statut de langue officielle dans cette région. Dans les faits, cela se traduit par le retour de la reconnaissance du russe dans 13 des 27 unités administratives du pays,. La loi est abolie en février 2018.
Dans l’Ouest du pays, on trouve des minorités qui parlent le polonais, le hongrois, le biélorusse, le roumain, le romani et des variantes anciennes de l’ukrainien, comme le rusyn. Les Tatars de Crimée rentrés dans la région après la déportation des peuples en URSS, essentiellement après 1961, parlent tatar mais surtout russe ; les deux langues sont officielles en Crimée.
Le yiddish disparaît dans les années 1960 en raison de la Shoah en Ukraine, de l’émigration des survivants vers Israël et du passage des Juifs au russe et à l’hébreu. Les auteurs Cholem Aleikhem et Itsik Manguer sont Juifs Ukrainiens. L’allemand de la mer Noire disparaît après la Seconde Guerre mondiale en raison de l’expulsion ou de la déportation au Kazakhstan de ses locuteurs.
En 2013, les langues étrangères les plus enseignées dans le primaire et le secondaire sont l’anglais (3 534 227 apprenants), suivi de l’allemand (592 086) et du français (193 201). La langue des signes ukrainienne (ukrainien : Українська жестова мова) n'est pas reconnue et serait employée par environ 54 000 personnes.

## Populations
De nos jours, les Ukrainiens constituent la majorité de la population (selon le recensement de 2001, ils représentaient 78 % de la population totale). Les Russes constituent le deuxième groupe ethnique le plus important (plus de 17 % de la population). Les groupes ethniques relativement importants en Ukraine sont : les Biélorusses (0,57 %), les Moldaves (0,54 %), les Tatars de Crimée (0,51 %), les Bulgares (0,42 %), les Hongrois (0,32 %), les Roumains (0,31 %) et les Polonais (0,30 %).
Toutefois, selon les recherches de l'Institut international de sociologie de Kiev, la structure de la société ukrainienne diffère sensiblement de sa représentation dans les statistiques officielles. Ainsi, la structure ethnique de l'Ukraine au recensement de 2001 était représentée par environ 60-62 % d'Ukrainiens monoethniques, 23-25 % d'Ukrainiens russes bi-ethniques, 9-10 % de Russes monoethniques, et environ 5 % de personnes d'autres groupes ethniques.
Environ 10 000 Ruthènes (selon le recensement de 2001) de la région de Transcarpatie, ainsi que des groupes de la diaspora ruthène (en Slovaquie, Serbie, aux États-Unis et au Canada) sont considérés par la grande majorité de la société ukrainienne, y compris sa partie transcarpatique, comme un groupe ethnographique ou sous-ethnique de l'ethnos ukrainien. Les représentants d'un autre groupe ethnographique — les Houtsoules (principalement dans la région d'Ivano-Frankivsk) — sont deux fois plus nombreux en Ukraine que les Ruthènes (2001).
La diaspora ukrainienne compte 11 à 15 millions d'Ukrainiens ethniques vivant en dehors de l'Ukraine (dans la fédération de Russie, aux États-Unis, au Canada, au Kazakhstan, en Moldavie, en Roumanie, en Pologne, au Brésil, en Argentine et en Australie).

## Traditions
- Toloka, pratique traditionnelle balto-slave (Russie-Bélarus-Ukraine et Estonie-Lettonie-Lituanie) d'entraide villageoise pour les travaux communautaires d'urgence (récolte, foresterie, construction d'édifices collectifs)
- Traditions de mariage ukrainiennes (en)

### Folklore
- Folklore ukrainien (en)

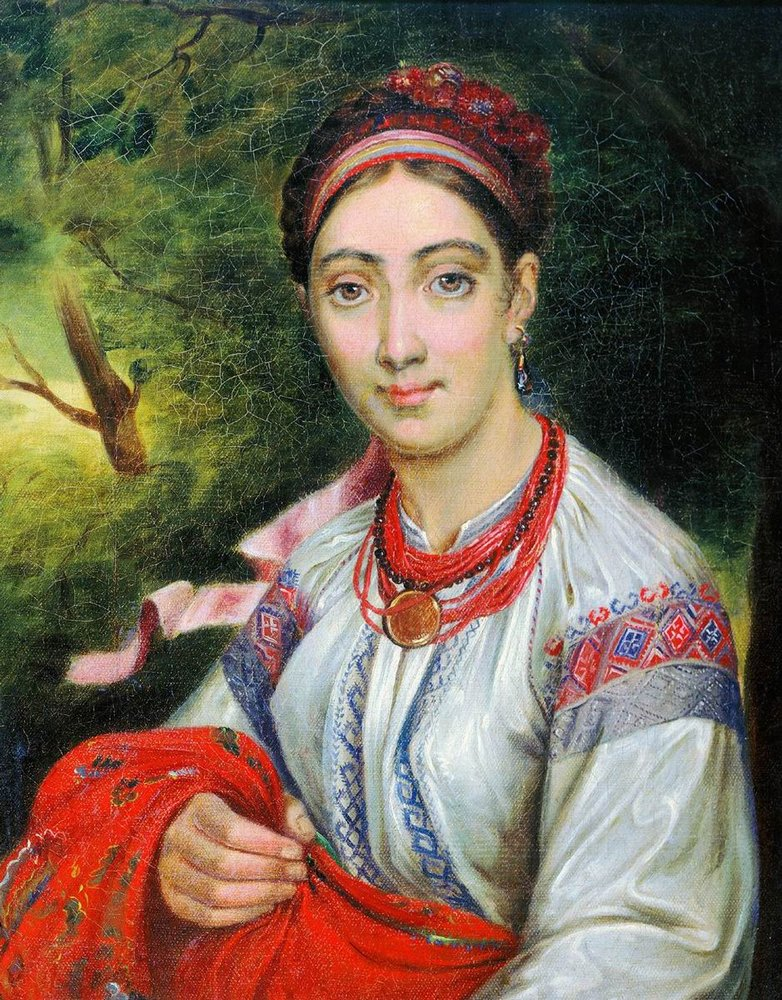
Femme de Podolie par Vassili Tropinine, vers 1820.

L'emblématique chemise ou chemisier brodé, la vychyvanka, est la partie la plus reconnaissable du costume national ukrainien,, et a même sa propre célébration publique en mai. Pour les hommes, la tenue traditionnelle comprend également le kojoukh, le kountouch (uk), le żupan (uk) et les charovary. Pour les femmes, la tenue traditionnelle comprend la kojouchanka, l'otchipok pour les femmes mariées, et la couronne florale ukrainienne pour les jeunes filles non mariées. Les vêtements sont fabriqués à l'aide d'une conception structurelle élaborée, de techniques de tissage compliquées, de broderies étendues et de travaux d'aiguille découpés.
Éléments du folklore :
- Skomorokh, saltimbanques
- Vernyhora, joueur de lyre cosaque, héros national
- Jikhar'
- Kotyhorochko
- Kolobok
- Cosaque Mamaï
- Marusia Bogouslavka
- Rouchnik, broderie traditionnelle

### Religion

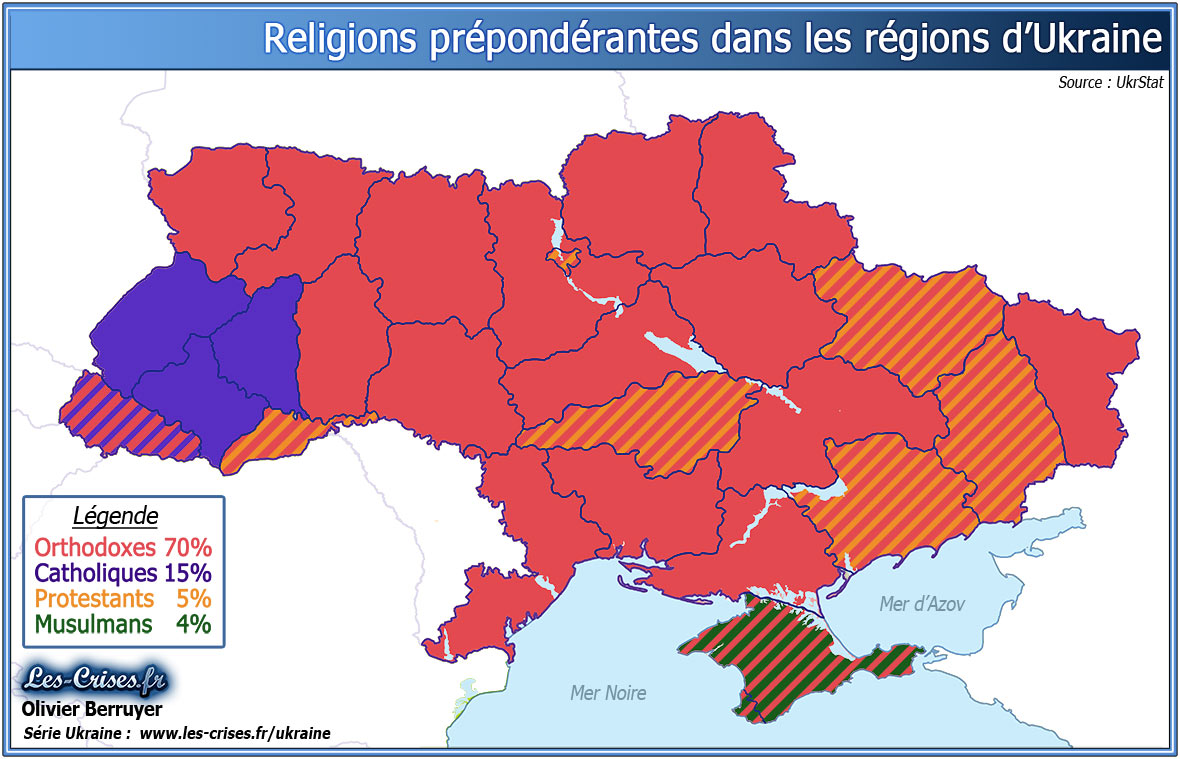
Carte des religions en Ukraine.

Actuellement, les principales confessions du pays sont l'orthodoxie et catholicisme, mais de fortes et complexes rivalités locales existent entre les églises, tant entre ces deux branches du christianisme, qu'au sein même de celles-ci.
L'orthodoxie est majoritaire en Ukraine, mais divisée en trois églises de juridictions différentes :
- l'Église orthodoxe ukrainienne (>13 %), relevant du Patriarcat de Moscou, dont elle s'est séparée en 2022,
- celle du même nom (>45 %), relevant du Patriarcat de Kiev,
- L'Église orthodoxe d'Ukraine, formée en 2018 par la fusion de la précédente — qui s'en est séparée à nouveau en 2019 — et de l'Église orthodoxe autocéphale ukrainienne (<1 %), ayant obtenue l'autocéphalie du Patriarcat œcuménique de Constantinople.

Le catholicisme en Ukraine (8 % ?) est principalement de rite oriental (Église grecque-catholique ukrainienne et Église grecque-catholique ruthène (<6 %), avec une minorité de rite latin. Le sanctuaire de Notre-Dame de Zarvanytsia (près de Ternopil), est le plus important pour les catholiques d'Ukraine.

### Éducation
Le système éducatif ukrainien est dirigé par le ministère de l'Éducation et de la Science en Ukraine (Міністерство освіти і науки України) ; il accueille environ 10 millions d'élèves et étudiants et produit le quatrième plus grand nombre de diplômés universitaires en Europe.
L'accès à l'éducation est garanti par la constitution et le caractère obligatoire et gratuit est de mise dans l'éducation primaire et secondaire de base. La quasi-totalité de l'enseignement primaire et secondaire est public. L'Ukraine a un taux d'alphabétisation de 99,4 %.
Le système éducatif ukrainien est organisé en cinq niveaux : enseignement préscolaire, primaire, secondaire de base (collège), secondaire supérieur (lycée) et supérieur.

## Arts de la table

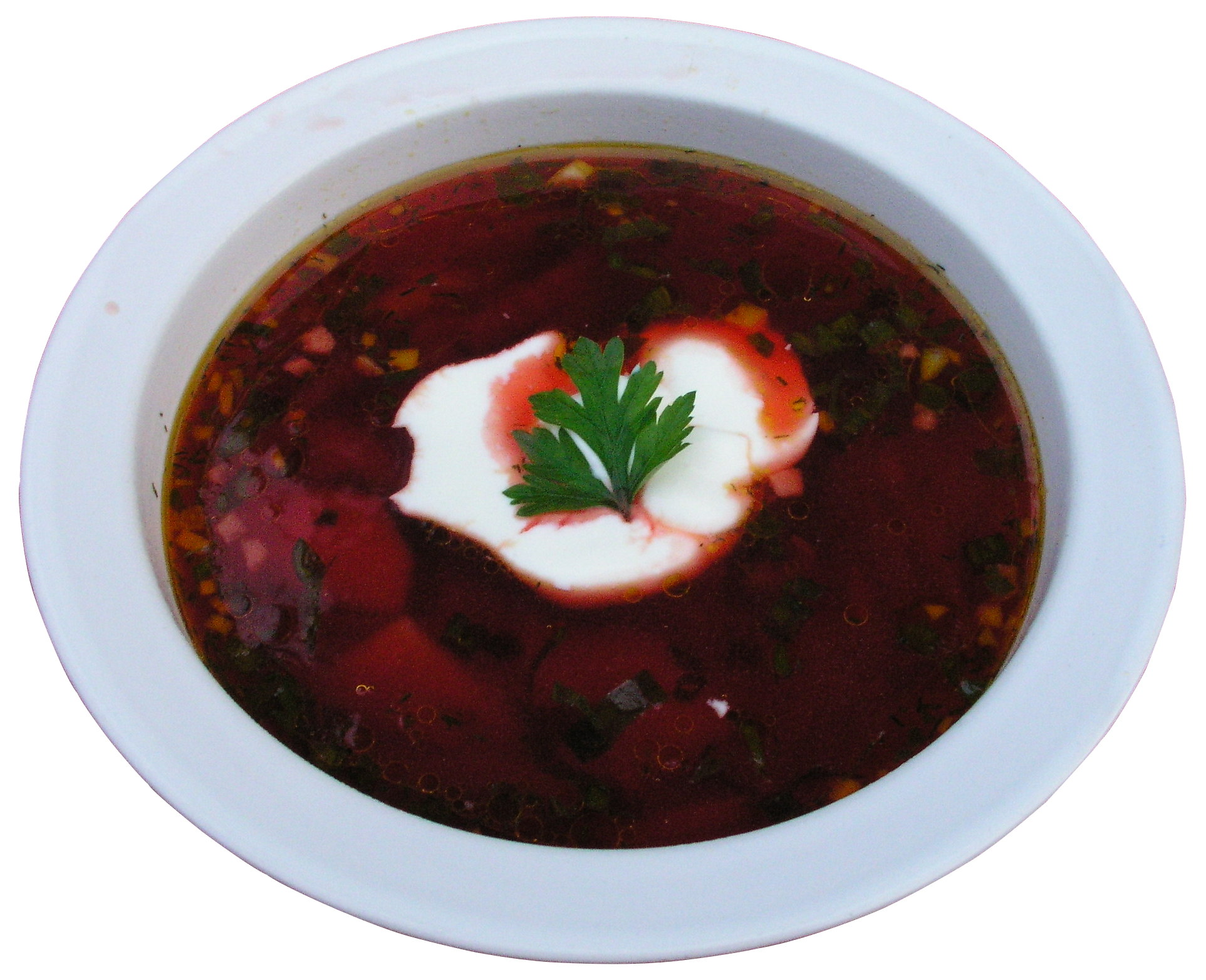
Borchtch.

Traditionnellement, les aliments sont souvent fermentés, marinés ou fumés.
En Ukraine centrale, la farine de blé est très utilisée, notamment pour les varenyky et les galuchky. Dans les Carpates et les régions boisées, les fromages au lait de brebis, les champignons et les fruits des bois sont utilisés. Au Sud du pays, les pastèques et tomates sont cultivées et mangées.
- Viticulture en Ukraine
- Viticulture en Crimée (en)
- Horilka
- Bière en Ukraine (en)

## Littérature

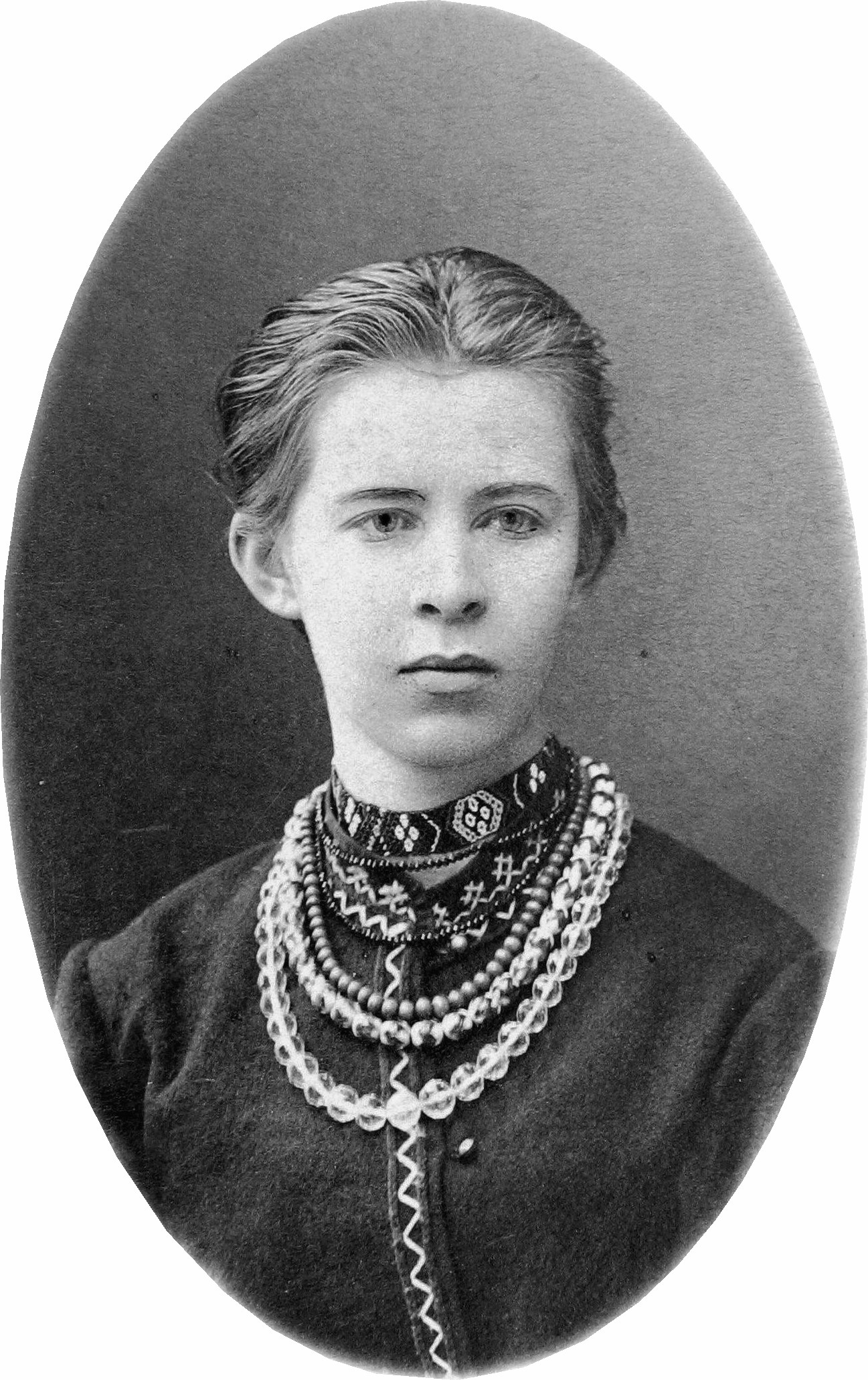
Lessia Oukraïnka.

La littérature ukrainienne englobe littérature de langue ukrainienne (tous dialectes ukrainiens (en) confondus). Elle comprend tant les œuvres écrites en Ukraine (en toute langue (minoritaire ou non)), que celles créées par la diaspora ukrainienne.
Les œuvres produites par des auteurs ukrainiens en russe ou biélorusse (langues slaves orientales) ou en polonais (langues slaves occidentales) sont généralement considérées comme faisant partie des littératures russe, biélorusse ou polonaise respectivement. Idem des œuvres en yiddish, en tatar, en grec, etc.
Le développement de la littérature ukrainienne a été entravée par l’absence prolongée d’un État ukrainien indépendant. Lors des dominations étrangères (polonaise, russe, autrichienne, etc.) la langue ukrainienne fut reléguée au deuxième plan et souvent  interdite (Renaissance fusillée, 1920-1930).

## Peinture
- Peinture ukrainienne
- , Liste de peintres ukrainiens (en)
- Liste des tableaux ouest-européens dans les musées d'Ukraine (en)
- Chłopomania (1860-1900)
- Avant-garde ukrainienne (1910-1920)
- Boïtchoukisme (1910-1930)
- Panfuturisme (en) (1914), de Mykhaïl Semenko (1892-1937)

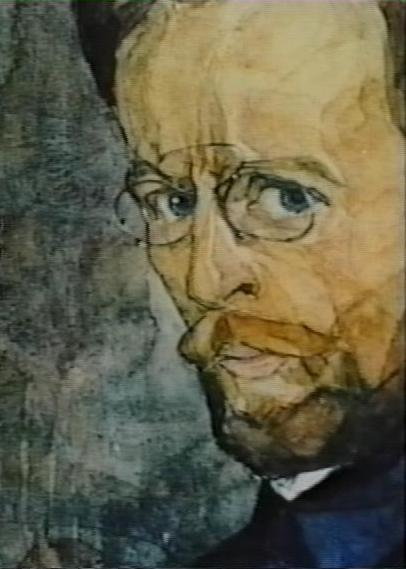
Oleksandr Bohomazov , autoportrait (1911)
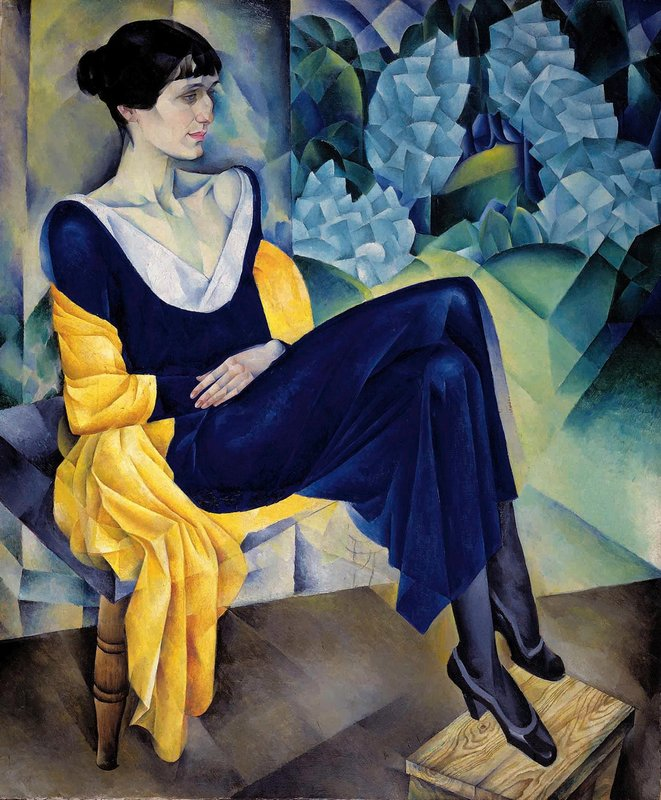
Natan Altman, portrait d'Anna Akhmatova (1914)
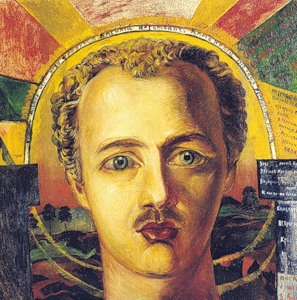
David Bourliouk, portrait de V. Kamenskiy (1917)
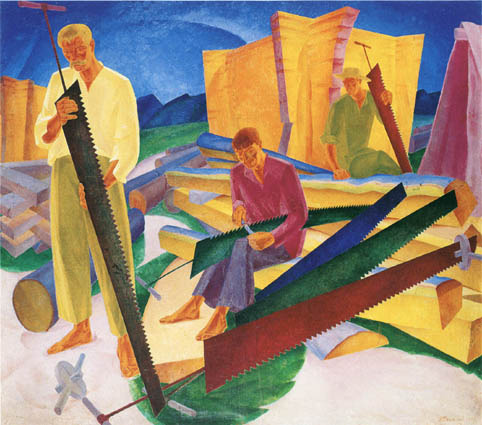
Oleksandr Bohomazov, Aiguisage de scies (1927)
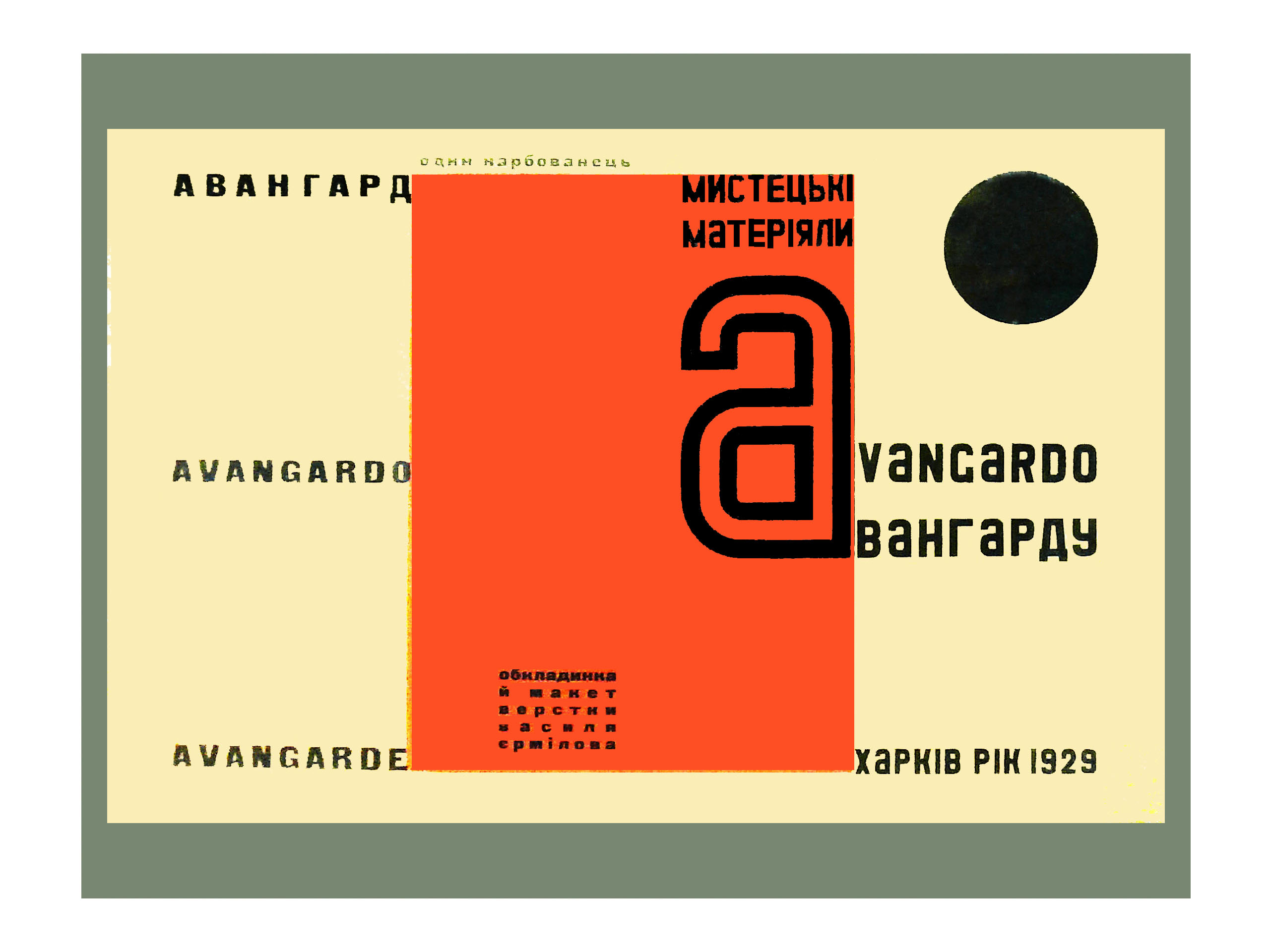
Vassyl Iermylov (en), Couverture de revue (1929)

## Arts du spectacle

### Musique

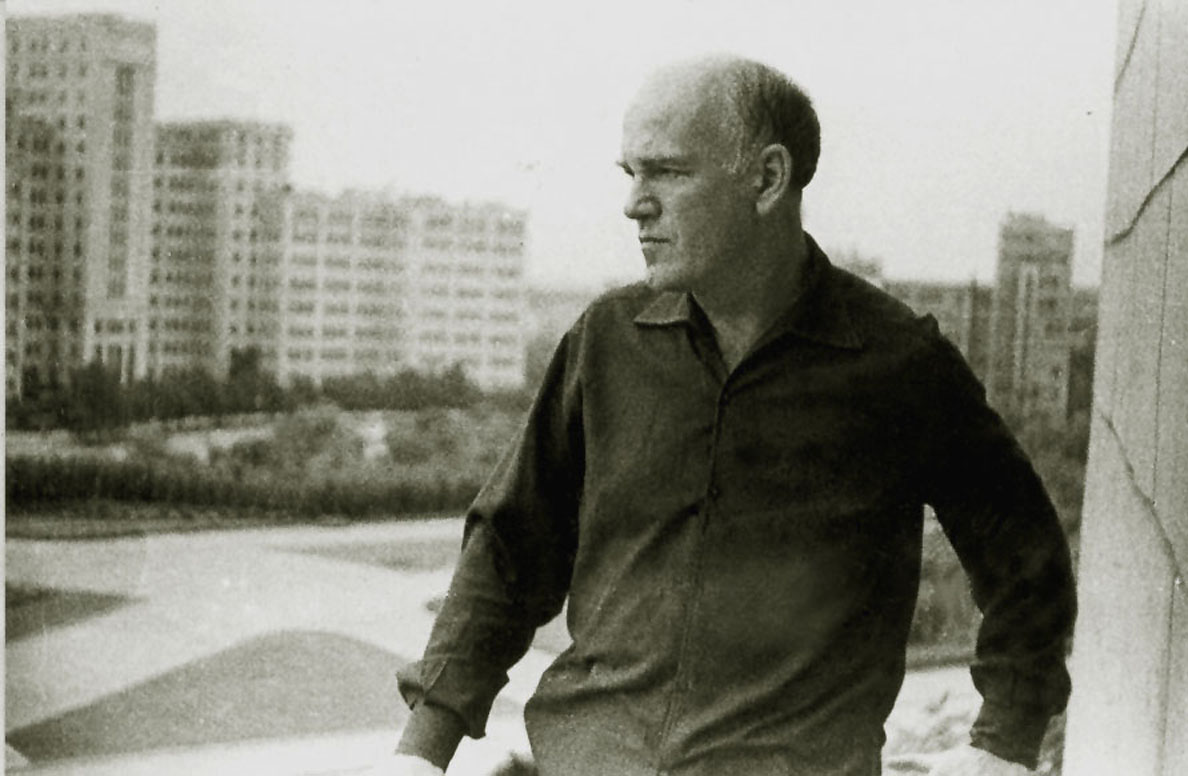
Sviatoslav Richter, pianiste russe.

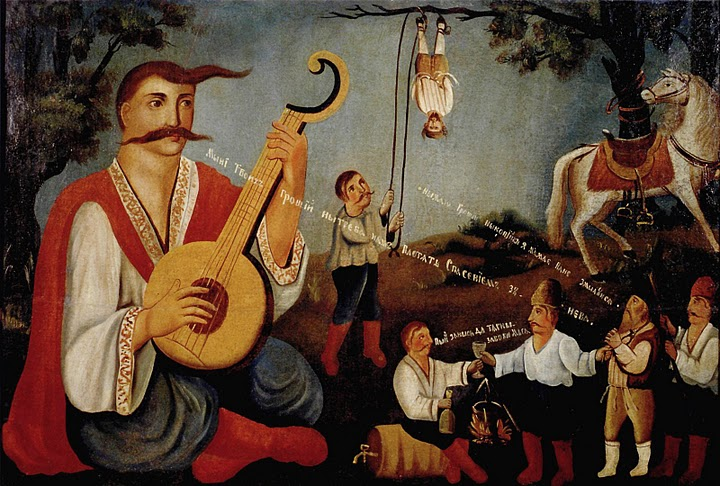
Représentation du héros folklorique ukrainien Cosaque Mamaï : un joueur de bandoura est représenté au premier plan, tandis qu'à l'arrière-plan, les Haidamakas tuent deux juifs usuriers dans la forêt : l'un est suspendu par les talons à un arbre, tandis que l'autre est tiré de force par sa barbe et frappé à la tête. Le deuxième prêteur juif, qui est capturé dans la forêt par Haidamakas, dit au bandouriste : « Pitié, M. Mamay, je n'ai pas sou vaillant », auquel le bandouriste répond : « Je n'ai besoin d'aucun argent de toi, pour ceux comme vous, le seul salut est le ciel ! »

- Musique traditionnelle ukrainienne

Située au carrefour de l'Europe et de l'Asie, la musique en Ukraine participe de ces deux influences, notamment par l'usage de modes mineurs (mixolydien, dorien, ionien, éolien) et de mélismes. Si l'harmonie peut y être complexe, le rythme est le plus souvent libre.

La musique vocale y est prédominante sous toutes ses formes (monodie, hétérophonie, homophonie, harmonie et polyphonie). Elle est souvent mêlée à des éléments archaïques paganistes ou animistes. On y distingue : 
- les chants rituels récitatifs monodiques (shchedrivka, tel Chtchedryk).
- les mélodies rituelles lyriques de Pâques (hayivky), de mariage (Vessilya (uk) ou ladkannya) ou de récolte.
- les chants rituels de printemps vesnianka.
- les chants rituels d'été koupalski.
- les chants de quêtes paralituriques koliadka.
- les chants rituels a cappella holosinnya.
- les chants longs épiques byline.

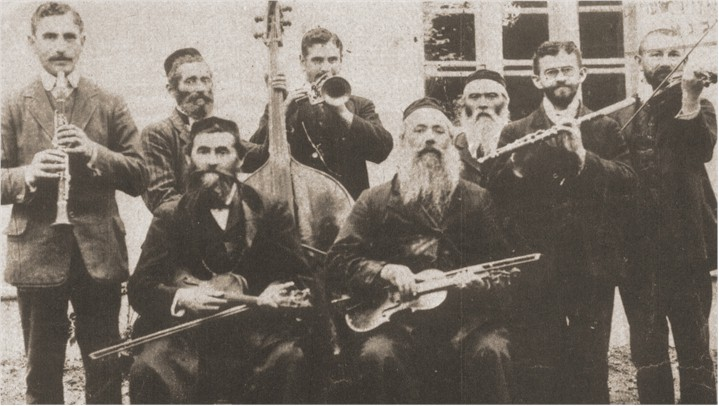
Musiciens klezmer de Rohatyn en Galicie (1912)

- Musiciens klezmer de Rohatyn en Galicie (1912)les chants de Cosaques dumy ou dumas, notamment les cosaques Mamaï.
- les chants en solo accompagnés de musiciens itinérants aveugles kobzar ou lirnyky comme le célèbre Ostap Veressaï. Ils chantent l'épopée douma accompagnés à la bandoura, kobza ou lira (lirnyk).
- les chants a cappella en solo avec une réponse chorale (polyphonie/hétérophonie/harmonie).
- les intermèdes instrumentaux joués au trembita par les Houtsoules lors de rituels de célébrations de naissance, mariage ou mort.
- les troïsta muzyka sont des groupes de musiciens typiquement constitués d'un violon, d'un cymbalum et d'un tambour.
- les danses typiques souvent accompagnées au chant sont : Kozak, Kazatchok, Trepak, Gopak, Hrechanyky

### Danse(s)

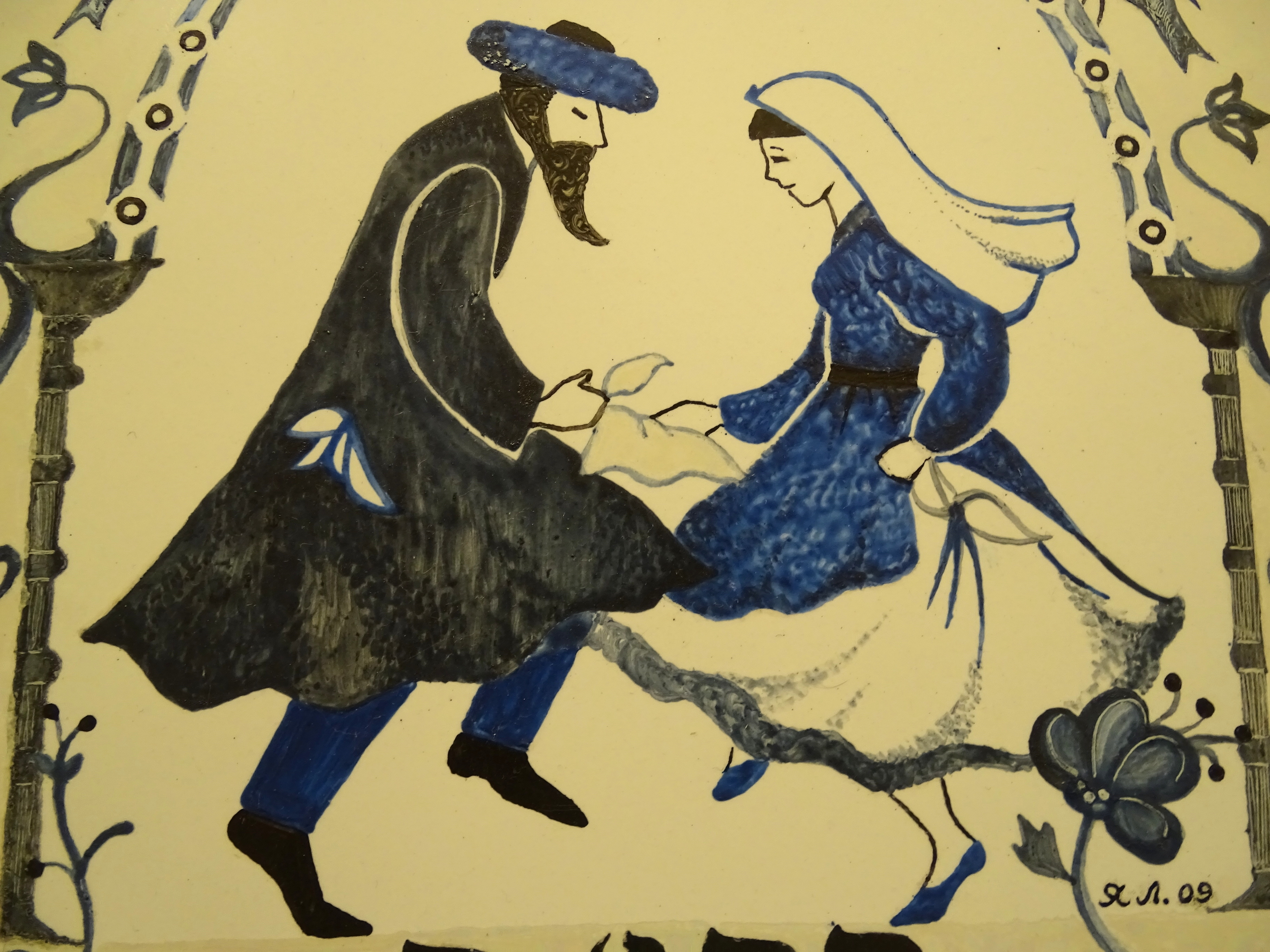
Danse folklorique sur une porcelaine (Musée d'histoire des juifs d'Odessa)

La danse ukrainienne fait principalement référence aux danses folkloriques traditionnelles des Ukrainiens et autres groupes ethniques en Ukraine.
Les principaux genres de danse de la danse folklorique ukrainienne sont la ronde, l'une des plus anciennes formes d'art de la danse folklorique, dont l'interprétation est associée aux rites du calendrier, et la danse de tous les jours, qui comprend la metelitsa (ru), le hopak, le kozachok, la huzulka (de), la kolomyika, la danse carrée, et la polka.

### Théâtre
- - Théâtre du discours ukrainien (Lviv, 1864-1924), premier théâtre professionnel ukrainien
- Théâtre yiddish, dont Vilna Troupe (en) (1915), à Vilnius, Hrodn, Białystok

### Autres scènes: marionnettes, mime, pantomime, prestidigitation
Pour le domaine de la marionnette, la référence est :  Arts de la marionnette en Ukraine, sur le site de l'Union internationale de la marionnette UNIMA).
- Vertep (marionnettes) en domaine slave
- Théâtre de marionnettes académique de Kiev (1927)
- Ivan Firtsak (en) (1899-1970) est une figure connue des artitstes de cirque d'origien ukrainienne.
- La Maslenitsa est une forme de carnaval pour les Slaves orientaux, reprenant divers thèmes de leur mythologie.

### Cinéma
- Liste de films ukrainiens,
- Histoire de l'animation ukrainienne
- Académie cinématographique ukrainienne
- Prix Alexandre-Dovjenko (1994), Dzyga d'or (2017)
- Cinéma poétique ukrainien
- Cinéma ukrainien post-indépendance
- Soirées du cinéma ukrainien de Paris (2008-)

## Tourisme
- Tourisme en Ukraine
- Liste des sites remarquables de Kiev (de)
- Sept merveilles d'Ukraine
- Musée d'histoire des Juifs d'Odessa
- Centre Menorah à Dnipro
- Sept merveilles naturelles d'Ukraine
- Sept merveilles en châteaux et palaces d'Ukraine
- Réserves de biosphère en Ukraine (en)
- Liste de réserves naturelles en Ukraine (en)
- Catégories de zones protégées en Ukraine (en)
- Liste des parcs nationaux de l'Ukraine
- Régions historiques d'Ukraine (en)
- Églises en bois d'Ukraine

## Patrimoine

### Architecture
- Liste du patrimoine mondial en Ukraine
- Liste des monastères ukrainiens, Liste des cathédrales d'Ukraine, Liste de châteaux ukrainiens
- Registre national des monuments immeubles d'Ukraine

### Musées
- Liste de musées en Ukraine

### Anciennes cultures
- Liste des cultures pontiques
- Hypothèse kourgane
- Culture de Sredny Stog
- Culture de Cucuteni-Trypillia
- Culture Yamna

### Patrimoine culturel immatériel de l’humanité

#### Liste représentative
Sur la liste représentative du patrimoine culturel immatériel de l'humanité de l'UNESCO :
- Peinture décorative de Petrykivka[17]
- La tradition des céramiques peintes de Kossiv[18]
- L’ornek, un ornement des Tatars de Crimée et les savoirs connexes[19]

#### Liste du patrimoine immatériel nécessitant une sauvegarde urgente
- Les chants cosaques de la région de Dnipropetrovsk[20]

### Registre international Mémoire du monde
Le programme Mémoire du monde (UNESCO, 1992) a inscrit dans son registre international Mémoire du monde:
- 2005 : Collection de musiques populaires juives (1912-1947)[21]
- 2009 : Archives Radziwiłł et collection de la bibliothèque Niasvij (Nieśwież) (avec la Biélorussie, la Finlande, la Lituanie, la Pologne et la Russie)[22]
- 2017 : Le document de l’acte de l’Union de Lublin (conjointement avec la Biélorussie, la Lettonie, la Lituanie et la Pologne)[23]
- 2017 : Patrimoine documentaire sur l’accident de Tchernobyl[24]

### Filmographie
- Chroniques ukrainiennes, film de Richard Binet, Yuri Maldavsky et Marco Tonini, Arte vidéo, ADAV, 2014, 13 min (DVD)